# Блументаль, Герман
Герман Блументаль (нем. Hermann Blumenthal, 31 декабря 1905, Эссен — 17 августа 1942, под станцией Клястица Псковской области) — немецкий скульптор.

## Биография
Герман Блументаль родился 31 декабря 1905 года в Эссене. Его предки были выходцами из Голландии (Блоомендаль) и занимались земледелием и речным судоходством. Будучи младшим из четырех детей, Герман рос в простых условиях. Его отец работал мастером на заводе Круппа.
В 1920—1923 годах Герман Блументаль учился на скульптора по камню. В 1925 году в 19 лет он поступил в Объединенные государственные школы свободного и прикладного искусства в Берлине и учился там до 1931 года. Его учителями были скульпторы Вильгельм Герстель и Эдвин Шарф. Молодой скульптор рано добился признания. В 1928 году он впервые участвовал в весенней выставке Прусской академии искусств. Объединенные государственные школы присудили ему бронзовую медаль за успехи в учебе. В 1930 году Блументаль получил прусский государственный приз. Его работы приобрели Национальная галерея Берлина и музей Фолькванг в Эссене. В 1931 году Блументаль был стипендиатом на Вилле Массимо в Риме, а в 1937 году на Вилле Романа во Флоренции. В том же году его скульптура «Шагающий» была конфискована из музея Фолькванг в ходе кампании против дегенеративного искусства.
В мае 1940 года Блументаль был призван в армию. После курса краткой военной подготовки он служил в охране военнопленных сначала в Польше, а затем во Франции. В апреле 1942 года отправлен на охрану железнодорожных мостов в районе станции Клястица Псковской области.
17 августа 1942 года убит партизанами на 412,7 км железнодорожной линии Полоцк – Невель.